# ジャイアンツのこども野球教室
『ジャイアンツのこども野球教室』（ジャイアンツのこどもやきゅうきょうしつ、英文表記：Tokyo Giants Youth Leage）は、1977年3月19日公開の「東映まんがまつり」内で上映された児童向け短編映画。カラー。シネマスコープ。24分。

## 概要
弱小少年野球チーム「子供ジャイアンツ」が読売ジャイアンツ（読売興業株式会社・東京読売巨人軍）選手らに野球コーチをしてもらうという設定で、児童たちに野球の正しい姿勢と知識を教える児童映画。1976年7月公開『山口さんちのツトム君』以来の、「東映まんがまつり」非TV系短編実写映画で、唯一のスポーツ映画となった。
なお巨人軍選手は、同日公開の「東宝チャンピオンまつり」内で上映されたストーリー系中編映画『巨人軍物語 進め!!栄光へ』に出演し、1年で2大児童向けピクチャーに出演した。また同日には日活でも『野球狂の詩』（実写映画）が公開されるなど、野球ブーム真っ直中であった。
2022年現在、映像ソフト化されていない。

## 出演者

### 読売ジャイアンツ
- 長島茂雄
- 王貞治
- 土井正三
- 張本勲
- 堀内恒夫
- 高田繁

以上はクレジットあり。劇中で子どもたちに直接指導する。
- 東京讀賣巨人軍全選手

個人のクレジットなし。宮崎市営球場と多摩川グラウンドでの春季キャンプの映像出演。

### リトルジャイアンツ
ジャイアンツそっくりのユニフォームをもった少年野球チーム。今まで15試合やって一度も点を取ったことがないヘッポコチーム。
- 森井信好 - 雄一（ユウちゃん）[2]

友達と一緒に野球をしたいが、勉強に時間をとられて選手になれず「応援団長」として参加。負けてばかりで頭にきて、長島監督に手紙を出して、チームのコーチを依頼する。
- 土田洋政
- 鶴来貴司
- 大沢総一郎
- 飯田真一郎
- 小林功
- 藤木武司
- 田中和則
- 大久保純
- 沢地洋政

そのほか
- 伊藤慶子 - 雄一の母。
- 大泉公孝 - 雄一の家庭教師。

ノンクレジット
- 山浦栄 - 草野球の審判。
- - ケンタ、ケンジ兄弟の母。声のみ。

## 主題歌
- 「巨人軍の歌」（コロムビアレコード）

作詞：椿三平　補作詞：西条八十  作曲：古関裕而

## スタッフ
- 協力 - 東京讀賣巨人軍
- 資料協力 - 日本テレビ
- 衣装・用具協力 - 玉澤スポーツ[注 1]
- 企画 - 三堀篤
- 脚本 - 福湯通夫
- 撮影 - 奥村正祐
- 録音 - 長井修堂
- 照明 - 萩原猶義
- 編集 - 西東清明
- 助監督 - 伊藤茂行
- 進行主任 - 瀬戸恒雄
- 現像 - 東映化学
- 監督 - 福湯通夫

## テレビ放送
- 2023年5月6日にCS放送の東映チャンネルでテレビ初放送された[3]。

## 漫画
- ジャイアンツ こども野球教室（五十嵐幸吉） - テレビマガジン 4月号増刊号（昭和52年4月15日発行、講談社）掲載

## 同時上映
- 世界名作童話 白鳥の王子（劇場用新作）
- 超電磁ロボ コン・バトラーV
- 大鉄人17
- ドカベン
- 一休さん ちえくらべ（TVブロウアップ版）